# Jean Kwok
Jean Kwok est  une romancière sino-américaine qui a écrit les best-sellers internationaux : Girl in Translation, Mambo in Chinatown, et Searching for Sylvie Lee.

## Biographie
Jean Kwok émigre, à l'âge de cinq ans, avec sa famille de Hong Kong à Brooklyn, New York. Elle vit avec ses parents et son frère dans un appartement sans chauffage central, infesté de cafards et de rats. Pendant une grande partie de son enfance, elle travaille dans une usine de vêtements à Chinatown.
Après l'école primaire, elle est acceptée à la Hunter College High School, une école secondaire publique pour les étudiants intellectuellement doués. Après avoir obtenu son diplôme, elle bénéficie d'une admission anticipée à l'université Harvard. Originellement intéressée par les sciences, elle se rend compte, lorsqu'elle est à Harvard, qu'elle peut plutôt suivre son rêve, en partie pour échapper à une vie de labeur dans une usine. Cette prise de conscience la pousse à changer de spécialisation et à s'orienter vers la littérature anglaise et américaine. Elle obtient sa licence d'anglais avec mention, tout en occupant jusqu'à quatre emplois. Elle obtient ensuite son MFA en fiction à l'université Columbia.
Elle s'installe ensuite aux Pays-Bas et travaille à l'université de Leyde et l'université technique de Delft, où elle enseigne l'anglais, et elle travaille comme traductrice néerlandais-anglais. Actuellement, Jean Kwok écrit à temps plein et passe son temps à voyager entre les Pays-Bas et New York.

## Carrière
Jean Kwok est une romancière qui a écrit des best-sellers internationaux. Ses œuvres sont publiées dans 20 pays et enseignées dans des universités et des lycées du monde entier. Elle est sélectionnée pour de nombreuses distinctions, notamment le prix Alex de l'American Library Association, le prix du meilleur livre de la Chinese American Librarians Association et elle est mise sur la liste des candidats internationaux sélectionnés pour le Sunday Times EFG Private Bank Short Story Award. Ses écrits sont publiés notamment dans Time, The New York Times, USA Today, Newsweek et Vogue. Elle apparaît dans les émissions du Today Show et Good Morning America et elle prend la parole dans de nombreuses écoles et lieux, notamment, à l'université Harvard, l'université Columbia et au Festival du livre de Tucson. Elle est l'une des douze auteurs contemporains sollicités par la succession d'Agatha Christie pour écrire une histoire autorisée et originale de Miss Marple.
Jean Kwok est trilingue, parlant couramment le néerlandais, le chinois et l'anglais, comme en témoigne VPRO dans le documentaire documentaire qui lui a été consacré. Elle étudie également le latin pendant sept ans. Elle est membre du conseil d'administration de la Fondation Ragdale.

### Romans

#### Girl in Translation
Son premier roman, Girl in Translation, est publié en mai 2010 par Riverhead Books, une marque de Penguin, et il devient un best-seller du New York Times et un best-seller international. Il est publié dans 18 pays et traduit en 16 langues. Elle s'inspire de son expérience personnelle pour écrire ce roman à propos d'une jeune fille exceptionnellement brillante qui mène une double vie dans une école privée prestigieuse et dans un atelier clandestin de Chinatown.
L'auteur Min Jin Lee compare le roman à A Tree Grows in Brooklyn. Nicole Tsong, du Seattle Times, commente l'utilisation innovante de la langue par Kwok, qui permet aux lecteurs de faire l'expérience des barrières linguistiques par eux-mêmes : « Kwok utilise la puissante combinaison d'un anglais hésitant et d'une narration interne sophistiquée sur sa nouvelle vie pour raconter l'histoire [de l'héroïne]. ». Hannah Lee, dans le Philadelphia Jewish Voice, note que Girl in Translation est « si fidèle à mon enfance et à mon éducation dans le monde des usines de confection à New York qu'un roman peut l'être ». Girl in Translation fait l'objet d'articles dans le New York Times, USA Today, Entertainment Weekly, Vogue et O, The Oprah Magazine[réf. souhaitée].

#### Mambo in Chinatown
Son origine immigrée, son expérience en tant que danseuse de salon professionnelle entre ses deux diplômes à l'université Harvard et à l'université Columbia l'aident à écrire son deuxième roman sur une jeune femme déchirée entre ses responsabilités liées à sa famille ouvrière à Chinatown et sa fuite dans le monde de la danse de salon.
Son deuxième roman, Mambo in Chinatown, est aussi publié par Riverhead Books aux États-Unis le 24 juin 2014. Il fait partie des New and Noteworthy Books classés par USA Today en juin 2014 et est sélectionné pour Penguin Stacks and Best Books de 2014 par Real Simple et Woman's Day,. Pour le Chicago Tribune, « rarement [une histoire] a été racontée avec autant de grâce, de légèreté et d'humour que dans ce délicieux roman » tandis que le Boston Herald la qualifie de « grande histoire de conflit culturel et de réalisation de ses rêves, ».

#### Searching for Sylvie Lee
Son troisième roman, Searching for Sylvie Lee, est publié le 4 juin 2019 par William Morrow and Company, une division de HarperCollins. Ce roman sur une jeune Américaine d'origine chinoise à la recherche de sa sœur aînée qui a disparu lors d'un voyage aux Pays-Bas devient un best-seller instantané du New York Times dans la catégorie de la fiction, à la fois en version reliée et en version combinée papier et ebook, ainsi que sur les listes de best-sellers de USA Today, Apple, Amazon, Publishers Weekly et American Booksellers Association,,. Searching for Sylvie Lee est choisi par Jenna Bush Hager comme choix du club de lecture du Today Show Book Club, par Emma Roberts comme choix du club de lecture Belletrist et par O, The Oprah Magazine pour sa liste de lecture d'été, ce qui conduit Entertainment Weekly à qualifier le roman de « sensation du club de lecture de cet été,, ».
Le New York Times Book Review écrit : « L´histoire de Kwok traverse les générations, les continents et les barrières linguistiques, combinant les enquêtes à l'ancienne de Nancy Drew avec la chaleur et le cœur qu'on attend de cette écrivaine douée ». Kwok est présentée dans le New York Times comme l'une des « 4 écrivains à suivre, ». Commentant l'utilisation du langage de Kwok, dans laquelle les dialogues intérieurs des trois narrateurs se déroulent dans leur langue maternelle, le néerlandais, le chinois et l'anglais, le Columbia Journal écrit : « En décrivant une langue qui laisse entrevoir le sens par les euphémismes et les expressions idiomatiques, Kwok rejette l'utilisation des gloses, des italiques, des virgules explicatives, etc. L'incursion de Kwok dans l'esprit de locuteur natif conserve une intégrité artistique admirable. Plus qu'un thriller palpitant, Searching for Sylvie Lee est une méditation sur la dislocation, le fossé qui sépare les générations de migrants et le prix à payer pour atteindre une version du rêve américain ». Le Washington Post salue une « histoire émouvante qui, bien que présentée comme un mystère, transcende le genre... une histoire magnifiquement écrite dans laquelle l'auteure évoque la dure réalité d'être une immigrée et une femme dans le monde d'aujourd'hui ». PEN America écrit : « Le dernier roman de Jean Kwok examine les barrières culturelles et linguistiques, les secrets de famille, le changement et les identités expansives des immigrés ».
Searching for Sylvie Lee est un des livres les plus répertoriés de l'été 2019, figurant sur de nombreuses listes de meilleurs livres et de livres les plus attendus. Il est présenté et recommandé notamment par le New York Times, le Washington Post, Time, Newsweek, le CNN, New York Post, PEN America, Forbes, O, The Oprah Magazine, People, Marie Claire, Entertainment Weekly, Real Simple, InStyle, Elle, Harper's Bazaar.